# Гадар
Гадар  — предводитель кадусиев, который был военачальником персов.

## История
Кавад был побужден предпринять попытку наступления на Мартирополис событиями, которые произошли ранее тем летом на границе между Софаненой и Арзаненой. Гадар, который помогал охранять Арзанену для царя, вторгся в Софанену с небольшим отрядом, разграбив земли вокруг Атташа.
Когда в дни дукса Велизария, ромеи, вынужденные прекратить постройку пограничного Таннурина, пожелали построить в Мелабаше город Бидоин, кадисей Гадар с войском был послан Кавадом; он разбил ромеев и обратил их в бегство в битве, которую он имел с ними на горе Мелабаш. Он приобрел значение У Кавада и был поставлен оберегать границу с востока от Мелабаша, в области Арзенайской до Майферката. Он вел с собою около семисот одетых в доспехи всадников; за ними следовала пехота, чтобы собирать добычу. По другой версии Гадар овладел строившимся Миндувом и изгнал византийцев, однако при попытке развить успех в направлении Евфрата проиграл сражение и погиб.